# Крюммель, Отто
Иоганн Готфрид Отто Крюммель (нем. Otto Krümmel; 8 июля 1854, Экзин, Провинция Позен, Германия; ныне г.Кцыня, Куявско-Поморское воеводство, Накловский повят, Польша — 12 октября 1912, Кёльн, Германия) — немецкий географ.

## Биография
Сначала изучал медицину, затем посвятил себя географическим и физическим исследованиям — у О. Пешеля в Лейпциге, у И. Э. Ваппойса и К. Зеебаха в Гёттингене, у A. Бастиана и Г. Киперта в Берлине.
В 1876 получил ученую степень кандидата наук в Гёттингене, в 1878 там же защитил докторскую диссертацию по географии.
В 1882—1883 работал на Немецкой морской метеостанции в Гамбурге, где занимался океанографией у Г. Ноймайера, что послужило стимулом к занятию гидрографией.
Осенью 1883 был приглашён профессором в Киль; в 1897—1898 был ректором. Одновременно работал доцентом в военно-морской академии.
В 1889 был участником немецкой экспедиции по планктону в Атлантическом океане.
В 1911 стал профессором географии в Марбурге.

## Научная деятельность
О. Крюммель — выдающийся океанограф и геофизик. Его преподавательская деятельность охватывала общую область географических наук. Основное научное направление — океанология. Читал лекции также по метеорологии, климатологии, морфологии поверхности Земли, антропогеографии, страноведению и этнографии.
Его главная работа, сделавшая его известным во всем мире — руководство по океанографии.
Член географических Обществ (Берлина, Амстердама, Лондона, Рима и др.); член Комитета исследований Немецкого Моря и Международного комитета исследований моря (1899).